# Der rote Mond – Eine Weihnachtsgeschichte
Der rote Mond – Eine Weihnachtsgeschichte (Originaltitel: Bushfire Moon, auch: Miracle Down Under oder The Christmas Visitor) ist ein australischer Weihnachtsfilm. In Deutschland wurde die Geschichte zunächst als vierteilige Miniserie und später als Spielfilm im Fernsehen gezeigt. Der Film handelt von den Abenteuern und persönlichen Konflikten einer Siedlergruppe im australischen Outback in den 1890er Jahren.

## Handlung
Es ist Dezember 1891. Der achtjährige Ned O’Day freut sich schon riesig auf Weihnachten. Doch seine Eltern stecken in finanziellen Schwierigkeiten. Im Südosten Australiens herrscht eine Dürreperiode. Etliche Schafe sind bereits verdurstet. Deshalb kann sich die Familie weder Geschenke, noch ein großes Festessen leisten. Auch der reiche und geizige Grundbesitzer Trevor Watson weigert sich der Familie zu helfen.
Ned ist traurig. Allerdings hat er die Hoffnung noch nicht ganz aufgegeben. Denn er glaubt fest an den Weihnachtsmann. Schon bald erscheint der Landstreicher Max Bell auf der Farm, um sich dort Essen zu klauen. Ned denkt, dass es sich bei dem Landstreicher um den Weihnachtsmann handelt. Er hofft nun, dass der Weihnachtsmann ihnen endlich den lang erwarteten Regen bringen kann.
Unterdessen verliebt sich Neds Schwester Sarah in Angus, den 17-jährigen Sohn von Trevor Watson. Angus hat seine Mutter in jungen Jahren verloren und versteht sich mit seinem geizigen und fiesen Vater nicht gut. Er träumt davon 18 zu werden und auf eigenen Füßen zu stehen. Außerdem ist sein Vater gegen die Liebe von Sarah und Angus. Er möchte, dass Angus eine reichere Frau namens Penelope heiratet.
Später muss Pip McKimmie, Neds beste Freundin Australien verlassen. Alle Schafe der Familie sind verdurstet. Auch Neds Familie droht ein ähnliches Schicksal. Ned ist verzweifelt und kann sich nicht erklären, warum der Weihnachtsmann ihnen nicht geholfen hat. Hinzu kommt, dass ein Buschfeuer die Farm bedroht. Neds Vater versucht dieses mit seinen Freunden zurückzudrängen.
Derweil gerät Angus mit seinem geizigen Vater in Streit. Er verlässt das Haus seines Vaters.
Da erscheint Ned plötzlich vor dem Haus des geizigen, alten Mannes. Er erklärt diesem, dass er von seiner Mutter gehört habe, dass er anderen eine Freude machen solle. Dabei sei es egal, ob er es nun verdienen würde oder nicht. Er wisse, dass Trevor Watson von niemandem ein Geschenk bekomme und es auch eigentlich nicht verdiene. Daher habe er ihm Blumen als Geschenk gebracht. Diese habe Mrs Watson gepflanzt und daher würden sie Trevor auch gefallen. Er wünsche ihm frohe Weihnachten. Trevor erkennt, dass Ned ihm eine Chance gegeben hat und findet, dass er sie nutzen soll. Er überredet Max Bell es ihm gleichzutun. Dann gibt er Ned einen Brief an seine Mutter mit. Mit diesem erlaubt er der Familie, das Wasser seines Sees Bivilidi für ihre Schafe zu nutzen. Damit sind die Schafe der Familie gerettet und auch das Buschfeuer kann gelöscht werden.
Plötzlich erscheint der Landstreicher Max als Weihnachtsmann bei der Familie und gibt dieser Geschenke.
Unterdessen erkennt Angus, dass sein Vater sein Verhalten geändert hat und verträgt er sich mit diesem. Trevor Watson besucht mit seinem Sohn die Familie O’Day. Gemeinsam verbringen sie ein wunderschönes Weihnachtsfest. Der Landstreicher, als Weihnachtsmann, beobachtet vom Fenster aus das Fest der Familie. Er sagt Abrakadabra. Plötzlich donnert und blitzt es und es beginnt endlich zu regnen. Die Dürre ist vorbei.

## Hintergrund
Der rote Mond – Eine Weihnachtsgeschichte wurde am 10. Dezember 1987 in Melbourne im Village Centre und am selben Tag in Sydney im Village-run Lyceum in Australien unter dem Titel Bushfire Moon uraufgeführt. Noch vor seinem australischen Kinostart wurde die Serie am 5. Dezember 1987 in den Vereinigten Staaten beim Disney Channel unter dem Titel The Christmas Visitor ausgestrahlt. Der Film wurde in Australien und den Vereinigten Staaten auf Video veröffentlicht. Später erschien er im englisch- sowie im deutschsprachigen Raum auf DVD.
Im deutschsprachigen Raum wurde der Film vom 23. Dezember 1990 bis 13. Januar 1991, jeweils sonntags als vierteilige Miniserie im Fernsehen, bei SRF 1 ausgestrahlt. Später wurde er auch als Spielfilm gezeigt. Der Film ist 1 Stunde und 40 Minuten lang.

### Drehorte
Der rote Mond – Eine Weihnachtsgeschichte wurde in der Wildnis im Südosten Australiens gedreht. Unter anderem wurden Szenen im Pioneer Settlement Museum in Swan Hill (Victoria), sowie der Villa Perricoota Station in Moama, einer Stadt im Bezirk Riverina im südlichen New South Wales.

## Besetzung
| Rolle           | Schauspieler/in     |
| --------------- | ------------------- |
| Elizabeth O’Day | Dee Wallace         |
| Patrick O’Day   | John Russell Waters |
| Max Bell        | Charles Tingwell    |
| Trevor Watson   | Bill Kerr           |
| Angus Watson    | Grant Piro          |
| Sarah O’Day     | Nadine Garner       |
| Ned O’Day       | Andrew Ferguson     |

## Episodenliste
| Nr. | Deutscher Titel         | Originaltitel | Erstausstrahlung USA | Deutschsprachige Erstausstrahlung (SRF 1) | Regie         | Drehbuch  |
| --- | ----------------------- | ------------- | -------------------- | ----------------------------------------- | ------------- | --------- |
| 1   | Der geheimnisvolle Mann | Bushfire Moon | 5. Dez. 1987         | 23. Dez. 1990                             | George Miller | Jeff Peck |
| 2   | Die Wünschelrute        | Bushfire Moon | 5. Dez. 1987         | 30. Dez. 1990                             | George Miller | Jeff Peck |
| 3   | Der große Festtag       | Bushfire Moon | 5. Dez. 1987         | 6. Jan. 1991                              | George Miller | Jeff Peck |
| 4   | Das Geschenk            | Bushfire Moon | 5. Dez. 1987         | 13. Jan. 1991                             | George Miller | Jeff Peck |

## Rezeption
Rob Lowing von der Sun-Herald findet, dass Bushfire Moon „liebevoll gedreht“ sei es Freude mache sich den Film anzusehen. Das „Highlight dieses Films“ sei Charles Tingwell. Seine „mürrische“ und „hinterhältige“ Figur Max mache die besten Kommentare und erfahrene Tingwell würde ihn hervorragend darstellen. Positiv sei auch, dass der Film „frei von Blut und Gewalt“ sei. Außerdem gebe es für kleinere Kinder „keine unangenehmen Enthüllungen“, denn der Weihnachtsmann sei „natürlich echt“.
Paul Byrnes von der Sydney Morning Herald hingegen glaubt, dass der Film von Klischees nur so wimmelt. Der Film sei eine Mischung von Unsere kleine Farm, A Christmas Carol und einer Romeo und Julia Geschichte.
Luke Buckmaster vom Guardian meint, der Film sei „süß, warmherzig und sehr unterhaltsam“ und es „mangele ihm nicht an Haltung und Frechheit“.
James Marsh von der South China Morning Post findet der Film zeige „das sonnenverbrannte Australien von seiner besten Seite.“